# Reformátusok Szatmárért Közhasznú Egyesület
A Reformátusok Szatmárért Közhasznú Egyesület 2011-ben jött létre, hogy a szülőföldjükért, a Szatmári régióért tenni akarókat egységbe fogja. Elhatározásuk, hogy az országhatár mindkét oldalán elő szatmári emberekkel együtt közös pályázatokat készítenek, világi és egyházi találkozókat szerveznek. Testvér-települési kapcsolatokat alakítanak ki, a református keresztény értékekről kiadványokat jelentetnek meg.

## Alapítása
2011-ben alapították 27 taggal, Fábiánházán.
Elnök: Fülöp István
Alelnök: Végh Balázs Béla

## Célja
A trianoni országhatár által szétszabdalt történelmi Szatmárban élő református egyházközösség összetartása határokon átnyúló saját szervezésű programokkal, eseményekkel és adományozásokkal, vagy mások által szervezett események támogatásával, valamint a református keresztény értékek megőrzése és továbbadása.

## Nagyobb szabású események
- Jótékonysági est (Mátészalka) – szervezés
- Szatmár Határok Nélkül (Nagyecsed) – szervezés
- Testvérgyülekezetek találkozója (Nábrád) – részvétel
- Reformáció emléknapja (Mátészalka) – részvétel
- Jótékonysági húsosztás (Papos) – szervezés
- Emléktáblák avatása
- Emlékérmek átadása (Fülöp Sándor-emlékérem)
- Horgászverseny

## Az egyesület kiadványai
- Istenkeresés az irodalomban.
- Téli ünnepi népszokások és néphagyományok a református magyaroknál és más felekezeteknél Szatmárban
- Bíró Lajos szobrász albuma
- Fülöp Sándor festőművész: Szülőföldem album

## Alkotások

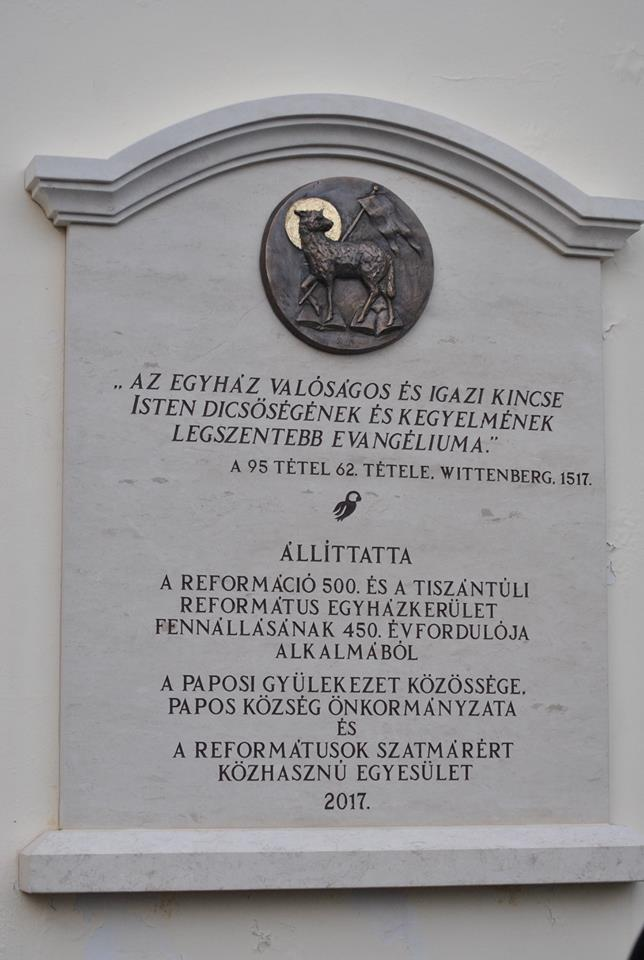
A Reformátusok Szatmárért Közhasznú Egyesület, Papos Község Önkormányzata és a Paposi Református Egyházközség a Reformáció 500. évfordulója alkalmából készített emléktábla - amely Bíró Lajos szobrászművész alkotása - avatásával és megáldásával emlékeztek meg a megújulás évéről

A Reformátusok Szatmárért Közhasznú Egyesület számos emléktáblát, emlékkaput, műalkotást, szobrot állíttatott a jövő nemzedékének, kultúránk bemutatása és fenntartása céljából.

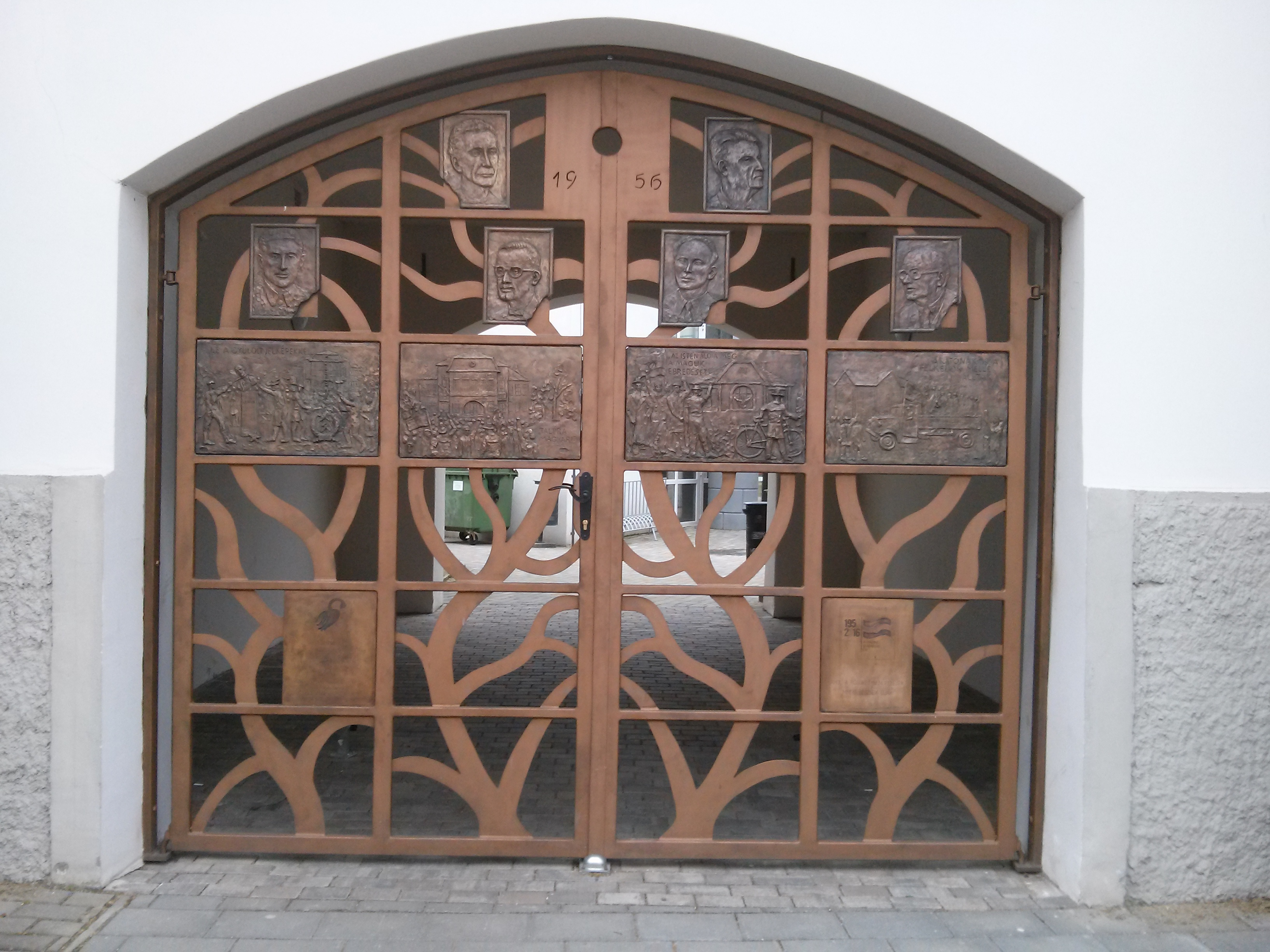
A Reformátusok Szatmárért Közhasznú Egyesület és Mátészalka Város Önkormányzata együttműködésének köszönhetően, az 1956-os forradalom és szabadságharc 60. évfordulója alkalmából Mátészalkán a Szentpétery Zsigmond Kulturális Központ és Színház épületénél, 2017. június 15-én Büszkeségpont Emlékkapu avatásra került sor. Az alkotás Bíró Lajos szobrászművész keze munkáját dicséri.

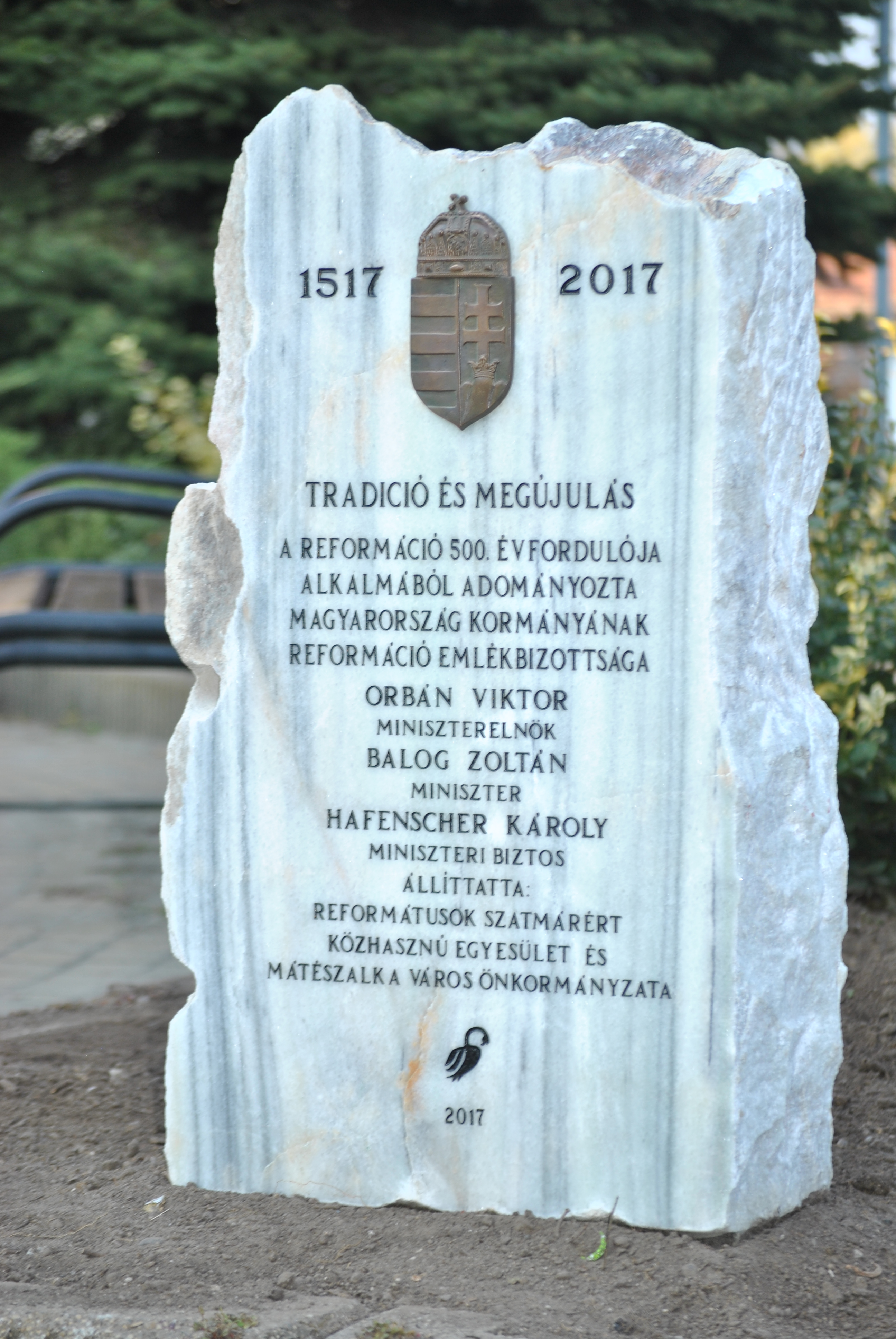
Bíró Lajos szobrászművész alkotása. A Reformáció 500. évfordulója alkalmából állíttatta a Reformátusok Szatmárért Közhasznú Egyesület és Mátészalka Város Önkormányzata.

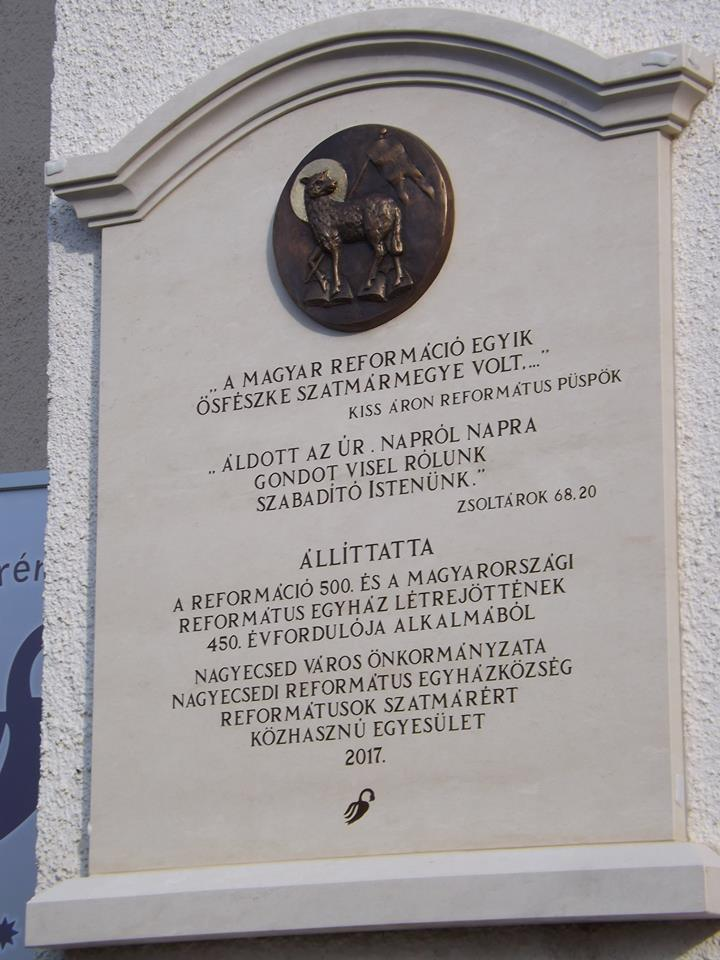
A Reformátusok Szatmárért Közhasznú Egyesület, Nagyecsed Város Önkormányzata és a Nagyecsedi Református Egyházközség a Reformáció 500. évfordulója alkalmából készített emléktábla - amely Bíró Lajos szobrászművész alkotása - avatásával és megáldásával emlékeztek meg a megújulás évéről.